# زنبق برگ‌رشته‌ای
زنبق برگ‌رشته‌ای (نام علمی: Iris filifolia) نام یک گونه از سرده زنبق است.